# Psychomyia deiphobos
Psychomyia deiphobos är en nattsländeart som beskrevs av Malicky 2000. Psychomyia deiphobos ingår i släktet Psychomyia och familjen tunnelnattsländor. Inga underarter finns listade i Catalogue of Life.